# Dharahara
Dharahara (en nepalès धरहरा), també anomenada Torre Bhimsen, era una torre de nou pisos d'altura que s'elevava 61,88 metres sobre el nivell del terra que es trobava al centre de Sundhara, a Katmandú. i que va col·lapsar durant el terratrèmol del Nepal de 2015. La torre fou construïda el 1832 pel Mukhtiyar (equivalent a un Primer Ministre) Bhimsen Thapa en virtut de la comissió de la Reina Lalit Tripura Sundari i formava part de l'arquitectura de Katmandú reconeguda per la UNESCO.
Al seu interior, la torre tenia una escala de cargol de 213 graons. Al vuitè pis comptava amb un balcó circular des del qual es tenia una àmplia vista panoràmica de la vall de Katmandú. Tenia un màstil de bronze en el seu sostre de 5,2 metres d'altura.
La construcció, d'origen militar, havia resultat greument afectada per un terratrèmol que sacsejà el Nepal el 1934. El 25 d'abril del 2015 la major part de la torre quedà destruïda com a conseqüència d'un fort important terratrèmol que afectà Katmandú, però la base es va conservar. Uns 180 cossos foren recuperats de les seves runes.